# オシニング駅
オシニング駅（Ossining）は、ニューヨーク州ウエストチェスター郡オシニングにあるメトロノース鉄道の駅。

## 概要
メトロノース鉄道のハドソン線の駅である。この駅からニューヨーク州にあるグランド・セントラル駅に行ける。オフピーク時は主に1時間に3本。グランド・セントラル駅までは最速で48分ぐらいかかる。

## 利用可能な鉄道路線／列車
メトロノース鉄道：
■ハドソン線

## 駅構造
| 4番線 | ホーム | 2番線 | 1番線 | ホーム | 3番線 |

2面4線（2島式）のホームを持つ地上駅である。
| のりば | 路線         | 方向 | 行先                               | 備考 |
| ------ | ------------ | ---- | ---------------------------------- | ---- |
| 1・3   | ■ ハドソン線 | 下り | クロトン・ハーモン/ ポキプシー方面 |      |
| 2・4   | ■ハドソン線  | 上り | グランド・セントラル方面           |      |

## 駅周辺
パーキング
912台の車だけが駐車できる
バス路線
ビー・ライン・バス:11, 13, 14, 19
フェリー航路
ニューヨーク・ウォーターウェイ:ハーヴァーストロー←→オシニング

## 隣の駅
メトロノース鉄道
■ハドソン線
スカボロー -  オシニング - クロトン・ハーモン